# Marco di Cornovaglia
Re Marco (latino Marcus, inglese Mark, cornico Margh, gallese March, bretone Marc'h) di Cornovaglia è un personaggio del ciclo arturiano, associato soprattutto alla storia di Tristano e Isotta, dove è l'antagonista principale.

## Tristano e Isotta
Marco è famoso nella tradizione popolare soprattutto per il comportamento crudele tenuto verso il nipote Tristano, che aveva intrecciato una relazione con la moglie di lui, Isotta. Tuttavia, nella più antica tradizione arturiana appare come un uomo d'onore, che aveva tra i suoi uomini una truppa di guardie norvegesi.

## Altre tradizioni
Nelle antiche fonti gallesi Marco è indicato come il figlio di re Merion, figlio di Costantino Corneu, e re di Cerniw. Una tradizione bretone fa invece di lui il figlio di Tewdwr Mawr, sovrano di Penwith. Avrebbe ospitato san Paolo Aureliano a Caer Banned, da dove egli diffuse il Cristianesimo in Cornovaglia. Volle che Paolo divenisse vescovo di Cornovaglia, ma questi rifiutò. Ciò creò attriti tra di loro e alla fine Paolo partì per la Bretagna. Alla sua morte il trono sarebbe andato al cugino san Salom.